# Canal Opiniones
El Canal Opiniones fue un canal de la Wii que permitía a los usuarios votar en encuestas de opinión simples y comparar opiniones con las de amigos y familiares, así como participantes de todo el mundo.
El canal comenzó sus servicios el 13 de febrero de 2007. Su lanzamiento fue inesperado, ya que Nintendo no hizo ningún anuncio al respecto hasta que apareció como canal descargable en el Canal Tienda Wii.
Nintendo terminó el servicio el 28 de junio de 2013 debido al cierre de WiiConnect24.

## Características
El Canal Opiniones ofrecía preguntas generales de doble opción que los usuarios podían responder. Había tres preguntas regionales disponibles, así como una o varias globales. Tras un periodo de tiempo determinado, las preguntas iban siendo cerradas y sustituidas por nuevas. Se publicaban nuevas preguntas regionales cada martes, jueves y sábado. Las preguntas globales eran publicadas dos veces al mes, aunque con el inicio del canal se publicaron dos preguntas mundiales seguidas.
Al acceder a la página principal del Canal Opiniones, los usuarios encontraban las encuestas abiertas en ese momento y podían enviar su propio voto mediante uno de sus personajes Mii. Los usuarios podían registrar un total de seis usuarios en cada consola Wii utilizando personajes Mii para cada uno. El canal registraba todos los votos que cada usuario había enviado y permitía comparar opiniones entre ellos.
Los resultados de cada encuesta solían hacerse públicos algunas horas tras su cierre. El porcentaje de votos de cada respuesta era mostrado por personajes Mii que representaban ambas respuestas. Los personakjes formaban un gráfico circular para mostrar el resultado de la votación. Además, en las encuestas regionales, los resultados incluían una distribución por áreas, mostrando qué regiones preferían qué respuestas. Por ejemplo, en España se podían ver los resultados de cada comunidad autónoma. Estos resultados se mostraban en un mapa, con tonalidades de colores que indicaban las respuestas, el tono era más intenso si la mayoría era más acusada.
Las doce encuestas anteriores en las que un usuario había votado iban siendo guardadas y podían volver a ser consultarlas después de sus cierres.

### Estadísticas
Los usuarios no solo podían votar, sino que también podían escoger predecir qué respuesta sería la mayor elegida. Cada predicción correcta se añadía al perfil del jugador y se utilizaba para calcular cómo de cercanos se encontraban con la opinión pública general, con una cifra que podía oscilar entre 0 y 500.
El canal utilizaba los datos del género del Mii para mostrar los porcentajes de cada género.

### Encuestas mundiales
Además de las preguntas regionales, el Canal Opiniones también incluía preguntas de encuesta a nivel global. Las encuestas mundiales se publicaban dos veces al mes y tenían una duración aproximada de dos semanas.
Los resultados de las encuestas mundiales se mostraban en un formato diferente al de las encuestas regionales. Mientras que los Miis se utilizaban para ilustrar la proporción de votos global, gráficos de barras mostraban los resultados de cada país. Los jugadores podían ordenar estos resultados por porcentaje de votos, por país o por orden de precisión de su predicción.

### Recomendaciones de preguntas
Existía una opción donde los usuarios podían sugerir sus propias preguntas y dos respuestas que les gustaría ver en el futuro en el canal. Cada usuario podía enviar una sugerencia al día. Nintendo podría considerar la pregunta para futuras encuestas. Estas preguntas no podían contener información personal, o estar relacionadas con la política o la religión.

### En el menú de Wii
El icono del canal mostraba la pregunta regional más reciente y sus dos posibles respuestas. Esta utilidad permitía a los usuarios ver qué nuevas preguntas había y cuándo, sin tener que abrir el canal. Fue el primer canal en utilizar esta función, los otros canales comenzaron a hacerlo también más tarde.

## Recepción
Mark Bozon de IGN mencionó que "el Canal Opiniones era una adición decente a la consola Wii como rápido pasatiempo". Según los desarrolladores del canal, la primera encuesta mundial recibió 500.000 votos en dos días. La primera encuesta nacional de Japón recibió unos 100.000 votos.